# Agriophara cinderella
Agriophara cinderella es una especie de polilla del género Agriophara, familia Depressariidae.
Fue descrita científicamente por Newman en 1856.